# 扁担山镇
扁担山镇，原为扁担山乡，是中华人民共和国贵州省安顺市镇宁布依族苗族自治县下辖的一个乡镇级行政单位。
2016年1月14日，贵州省人民政府批复同意镇宁自治县部分乡镇行政区划调整，撤销扁担山乡建制，设置扁担山镇，撤乡设镇后行政区域和政府驻地不变。

## 行政区划
扁担山镇下辖以下地区：
大抵拱村、上坝村、革老坟村、坡桑村、布依郎村、红运村、裸戛村、孔马村、关口村、坡孝村、凹子寨村、老抵拱村、小抵拱村、洋寨村、花乜村、三甲村、下硐村、上硐村、戈机村、纳章村、普里村、新寨村、麻元村和棉寨村。

## 中国传统村落
2013年8月，革老坟村被评为第二批中国传统村落。